# 佛罗里达州立大学塞米诺尔队
佛罗里达州立大学塞米诺尔队（英語：Florida State Seminoles）是佛罗里达州立大学的体育代表队，包括9支男子队、11支女子队，代表学校参加国家大学体育协会（NCAA）第一级别的各项赛事。自1991年起，佛罗里达州立大学便是大西洋沿岸联盟的成员。其名称来源于佛罗里达原住民塞米诺尔人。

## 全国冠军

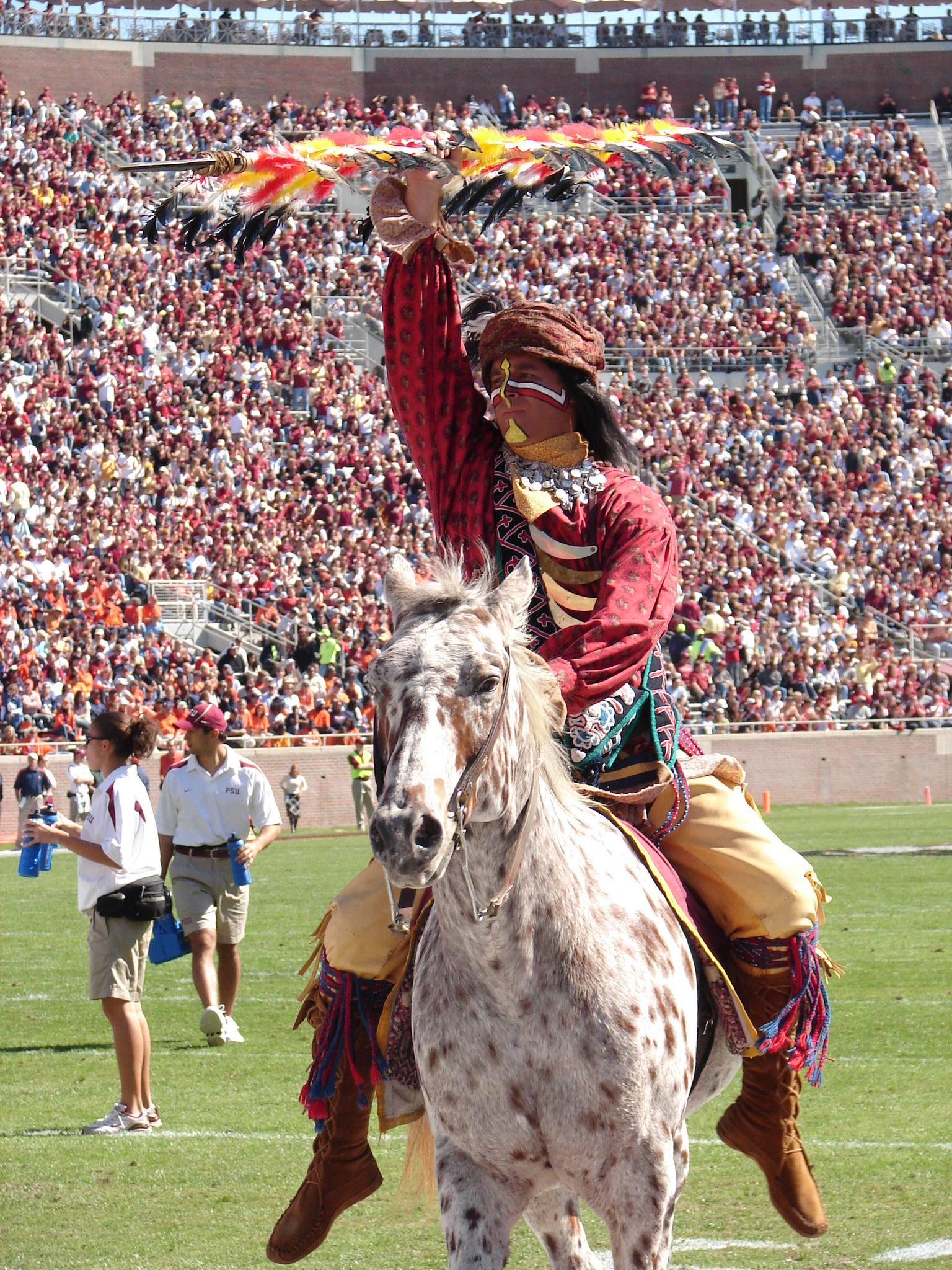
Chief Osceola (Osceola 酋長)

佛罗里达州立大学校史上共获得过17个全国冠军头衔，其中包括7个NCAA冠军、3个女子校际体育协会冠军、2个冠军碗系列赛冠军、1个联合碗赛冠军。
- 男子
  - 美式足球（3次）：1993年、1999年、2013年
  - 体操（2次）：1951年、1952年
  - 室外田径（2次）：2006年、2008年
  - 排球（3次）：1955年、1957年、1958年
- 女子
  - 啦啦队（1次）：1997年
  - 高尔夫（1次）：1981年
  - 垒球（2次）：1981年、1982年
  - 室内田径（1次）：1984年
  - 室外田径（1次）：1985年
  - 足球（1次）：2014年